# Dibaphimitra
Dibaphimitra is een geslacht van weekdieren uit de klasse van de Gastropoda (slakken).

## Soort
- Dibaphimitra florida (Gould, 1856)